# WASP-178
WASP-178 (även känd som HD 134004 och KELT-26) är en ensam stjärna belägen i den mellersta delen av stjärnbilden Vargen. Den har en  skenbar magnitud av ca 9,95 och kräver ett teleskop för att kunna observeras. Baserat på uppmätt parallax på ca 2,42 mas beräknas den befinna sig på ett avstånd av ca 1 350 ljusår (ca  412 parsec) från solen. Den rör sig närmare solen med en heliocentrisk radialhastighet av ca -24 km/s.

## Egenskaper
WASP-178 är en vit till blå stjärna av spektralklass A1 IV-V vilket anger att den befinner sig i ett utvecklingsskede mellan en huvudseriestjärna och en underjätte. Stjärnan är jämförbar med Sirius A i massa och radie, men något kallare, äldre och mindre lysande. Den har en massa av ca 2 solmassor, en radie av ca 1,7 solradie och utsänder energi från dess fotosfär motsvarande ca 20 gånger solen vid en effektiv temperatur av ca 9 400 K. Ungefär som Sirius A är stjärnan en trolig Am-stjärna med långsam rotation med en rotationshastighet på 8,2–12,2 km/s. Som jämförelse har Sirius A en rotationshastighet på 16 km/s, medan typiska stjärnor av spektraltyp A roterar mycket snabbare runt 160 km/s. Den har en metallicitet nära eller större än solen. Stjärnan är rik på krom, nickel, yttrium och barium, samtidigt som den är något fattig på kalcium och skandium.
Ett betydande överskott av brus i astrometrin, totalt 0,18 mas i 254 astrometriska mätningar, rapporteras för WASP-178 i Gaia DR2-katalogen. Detta kan tyda på förekomst av en oupplöst och osynlig binär följeslagare.

## Variabilitet
Bortsett från periodisk nedbländning orsakad av den transiterande planeten, har stjärnan regelbundna svängningar i ljusstyrka med några tusendelar av en magnitud. Perioden för svängningarna är 0,185 dygn, nästan exakt en artondel av WASP-178b:s omloppsperiod. Planetens massa är sannolikt för liten för att orsaka periodisk svajning av värdstjärnan, varför det kan röra sig om bara en tillfällighet.
Naturen hos luminositetsfluktuationerna, beträffande perioden och amplituden, tillsammans med stjärnans position inom instabilitetsremsan i Hertzsprung–Russell-diagrammet antyder att WASP-178 kan vara en Delta Scuti-variabel.  

## Planetsystem
Under 2019 rapporterade två team, en del av planetundersökningarna WASP respektive KELT, oberoende upptäckt med transitmetoden av en exoplanet som kretsar kring stjärnan.  Planeten visade sig vara en ultrahet Jupiter som kretsar kring stjärnan med en omloppsperiod av 3,3 dygn på ett avstånd av bara 0,0558 AE, vilket värmer dess yta upp till en vit hetta på 2 470 K. Som ett resultat av intensiv stjärnstrålning den tar emot, något av den högsta kända för en ultrahet Jupiter, blåses planetens atmosfär upp till en planetradie av 1,81 ± 0,09 jupiterradier eller 1,940 ± 0,058 RJ, vilket placerar den bland de största planeterna som hittills upptäckts. 
Fotometriska observationer vid rymdteleskopet CHEOPS visade att planeten har en låg geometrisk albedo på 0,1–0,35, typiskt för jätteplaneter. Baserat på detta uppskattas dagtemperaturen för WASP-178b till 2 250–2  800 K, mer än tillräckligt för att förånga silikatmineral. Eftersom en sida av planeten alltid är vänd mot stjärnan (tidvattenlåsning), blåser atmosfären på den uppvärmda dagsidan över planeten mot nattsidan i vindar som når uppåt 3 200 km/h. På planetens nattsida kan mineraler som avdunstat på dagen svalna och kondenseras till sten som faller ner från molnen som regn. Speciellt kiselmonoxid rapporterades 2022 ha upptäckts på WASP-178b, första gången föreningen upptäcktes i en exoplanet, men i överensstämmelse med teoretiska modeller om silikatmineraler vid höga temperaturer. År 2024 fann emellertid en uppföljande studie att atmosfären istället mer sannolikt dominerades av joniserat magnesium och järn.
| Planet | Massa          | Halv storaxel (AE) | Siderisk omloppstid (d) | Excentricitet | Inklination | Radie          |
| ------ | -------------- | ------------------ | ----------------------- | ------------- | ----------- | -------------- |
| b      | 1,66 ± 0,12 MJ | 0,0558 ± 0,0010    | 3,3448285 ± 0,0000012   | 0             | 85,7 ± 0,6° | 1,81 ± 0,09 RJ |